# Verdrag van San Ildefonso (1777)
Het eerste Verdrag van San Ildefonso was een verdrag tussen Spanje en Portugal op 1 oktober 1777 waarbij een aantal koloniale grensverschillen opgelost werden. Het verdrag volgde kort na de kroning van koningin Maria I van Portugal en het einde van de periode waarin de machtige markies van Pombal de feitelijke heerser van Portugal was.
Het verdrag bevestigde het eerdere Verdrag van Madrid in 1750, waarbij Spanje en Portugal verdere afspraken hadden gemaakt over de verdeling van Brazilië. Portugal kreeg een aantal gebieden in Brazilië van Spanje (waaronder het Amazonebekken), en in ruil hiervoor kreeg Spanje het alleenrecht op een aantal andere gebieden in Zuid-Amerika, waaronder het zuiden van Banda Oriental (de oostoever van de rivier de Uruguay).
De eilanden Bioko (Fernando Pó) en Annobon in de Golf van Guinee en het Afrikaanse kustgebied tussen de delta's van de rivieren de Niger en de Ogooué gingen van Portugese in Spaanse handen, zodat Spanje direct toegang kreeg tot slaven voor de plantages in zijn kolonies en daardoor niet langer afhankelijk was van buitenlandse slavenhandelaren.
Het verdrag was een belangrijke stap in de verbetering van de Spaans-Portugese verhoudingen, die slecht waren geweest sinds de Portugese onafhankelijkheidsoorlog tegen Spanje in de 17e eeuw en de 17e- en 18e-eeuwse strijd om Zuid-Amerika. In de jaren na het verdrag bracht een gezamenlijke Spaanse-Portugese expeditie Zuid-Amerika verder in kaart en stelde de grenzen vast.
In 1801 brak weer oorlog uit tussen de Franse bondgenoot Spanje en Britse bondgenoot Portugal. Deze oorlog eindigde met de Vrede van Badajoz waarbij Portugal onder meer Almeida en Olivenza aan Spanje afstond.